# Mila Hazuki
(Mila Hazuki)
Mila Hazuki (葉月優?, Hazuki Yū), localizzata inizialmente come Mila Ainara ne Il corriere dei piccoli, è un personaggio immaginario ideato da Shizuo Koizumi e Jun Makimura. Protagonista della serie manga e anime Mila e Shiro - Due cuori nella pallavolo e del sequel Mila e Shiro - Il sogno continua, è una ragazza appena trasferita a Tokyo che, nonostante la poca esperienza nel gioco, viene invitata a giocare nella squadra di pallavolo della scuola media Hikawa.  
Nei doppiaggi originali è interpretata da Yūko Kobayashi, nell'adattamento italiano invece da Barbara De Bortoli. Nonostante lo scarso successo della serie nel paese di origine, il personaggio è stato accolto positivamente in Italia, venendo considerata uno dei "personaggi femminili più motivazionali".

## Concezione e sviluppo
Negli anni '80, lo studio di animazione giapponese Knack Productions decise di creare un anime ispirato al libro Adesso vivo solo per la palla bianca - La vera storia della Ito-yokado Volley di Shizuo Koizumi. Venne quindi creato il personaggio di Mila Hazuki, una ragazza impulsiva e vivace. Il character design fu affidato alla mangaka Jun Makimura, la quale produsse un manga, insieme alla scrittrice originale, pubblicato in concomitanza alla serie.

### Adattamento
Il nome originale di Mila è Yū Hazuki. Nelle versioni dell'anime curate da Mediaset e trasmesse in Francia, Spagna ed Italia, la protagonista mantiene il cognome invariato, ma muta il nome rispettivamente in Jeanne, Juana e Mila. Nella prima localizzazione del manga anche il cognome è stato alterato, diventano Mila Ainara.
Nelle versioni Mediaset, Mila viene fatta passare per la cugina di Mimì Ayuhara, protagonista di Mimì e la nazionale di pallavolo, tramite alterazione di dialoghi. Questa parentela è inesistente nella versione originale giapponese.

## Descrizione del personaggio
Mila è una ragazzina energica e spontanea dai capelli arancioni. Cugina della grande Mimì Ayuhara e per questo osservata con interesse già dal suo esordio, è una schiacciatrice fortissima, che fa della pallavolo la sua passione. Si innamora a prima vista del suo senpai Shiro Takiki, che ricambierà i suoi sentimenti.
In Mila e Shiro - Il sogno continua, Mila, cresciuta e più matura, è reduce da un grave infortunio che ne ha interrotto la carriera, ma grazie alla sua volontà è in grado di riprendere a gareggiare.

## Biografia del personaggio
Mila si trasferisce a Tokyo, dove frequenta la scuola media Hikawa. Orfana di madre, vive con il padre, fotografo, e Sunny, il fratellino adottivo al quale è molto legata. Tutto inizia con una sfida lanciatale da Nami Hayase, titolare della squadra femminile di pallavolo scolastica. Nonostante la sua inesperienza, Mila sorprende l'avversaria con le sue incredibili elevazione e potenza. Viene, perciò, invitata ad entrare a far parte dell'Hikawa. All'inizio è solo una riserva e litiga sempre con Nami. Presto, però, la protagonista diventa una titolare, e Hayase decide di porre fine alle loro discordie; le due diventano finalmente amiche. Mila trova una rivale in Kaori Takigawa, una fortissima giocatrice delle "Sunlight Players", con la quale instaura anche un rapporto di amicizia, stima e rispetto.
Lasciata la scuola media, Hazuki decide di entrare a far parte della squadra professionistica della Seven Fighters, allenata dall'affascinante Dani Mitamura. Con tenacia e caparbietà, riesce ad essere reclutata in qualità di schiacciatrice. Grazie alla pallavolo, Mila incontra Kyushi Tajima, campionessa olimpionica, che la sostiene e le sta vicino. Nella donna, la protagonista trova una figura amorevole.
Viene poi selezionata per entrare a far parte della squadra nazionale di pallavolo femminile che rappresenterà il Giappone alle olimpiadi di Seul, disputando alcune partite amichevoli e di allenamento con altre nazionali e dove troverà una rivale nella schiacciatrice Tullia, che alla fine diverrà sua amica. Subito dopo la sua entrata in nazionale, la ragazza scopre che Kyushi Tajima, in realtà, è la madre che lei credeva morta. La donna abbandonò la famiglia quando Mila era molto piccola, anteponendo ad essa la pallavolo. Toshiko, il padre della protagonista, raccontò alla figlia che la moglie era morta. All'inizio, Mila è sconvolta e adirata con i genitori che le hanno mentito, ma presto impara ad apprezzare la signora Tajima. La prima serie finisce con Mila che esegue la sua famosa schiacciata nella prima partita delle Olimpiadi di Seul che vede contrapposti Giappone e Cecoslovacchia.
Nella seconda si scopre che Mila ha subito un infortunio al tendine d'Achille, costringendola ad abbandonare la pallavolo per lungo tempo. Ha cominciato ad allenarsi da sola per poter riprendere a giocare, e, dopo due anni, riesce a guarire. Sognando di partecipare alle olimpiadi, fa i provini per entrare in una squadra di serie A, ma, nonostante la sua incredibile bravura, non viene nominata, in quanto reduce da un terribile infortunio. Alla selezioni, però, ha assistito anche la signora Yang, la quale invita Mila ad entrare a far parte della squadra cinese delle "Dragon Ladies", che intende portare alle olimpiadi. Nel nuovo team, Hazuki si trova a giocare ancora insieme a Kaori e Nami, e può rivedere, dopo tanti anni, Shiro, ora allenatore del gruppo.

## Altre versioni

### Manga
Le vicende della versione manga sono inizialmente simili all'anime, ma si differenziano per l'assenza di Sunny e di Kyushi. Trasferitasi a Tokyo per vivere con il padre Toshi, un famoso scrittore, dopo un'infanzia passata in campagna con i nonni, Mila s'iscrive alla scuola media Hikawa, dove l'allenatore del club di pallavolo femminile Daimon nota le sue potenzialità e la fa entrare nel club di pallavolo della scuola.
Dopo un iniziale contrasto con il capitano della squadra Nami Ayase, Mila troverà una rivale in Kaori (Eri in originale) Takigawa, giocatrice della Sunlight che gioca a pallavolo fin dalle elementari, e con cui svilupperà un rapporto di amicizia e rispetto. La sua rivalità con la Takigawa, spinge la ragazza ad impegnarsi ancora di più negli allenamenti, ma la notizia che Eri entrerà nella Jitsugyodan (la lega professionale) e che quindi non potrà affrontarla nelle partite dell'anno successivo gettano la ragazza nello sconforto, e lei cerca di convincere Daimon e il coach Naito ad aiutarla ad entrare nella squadra professionale delle Seven Fighter malgrado la sua poca esperienza (gioca a pallavolo solo da otto mesi), ma senza successo, essendo troppo giovane (ha solo 14 anni) e poco esperta. Viene però avvicinata dall'allenatore Mitamura, che le propone d'iscriversi all'Istituto Seirin (una scuola superiore famosa per il suo ottimo club di pallavolo) che lui allenerà dall'anno successivo, promettendole che se riuscirà a vincere i titoli della pallavolo liceale, dopo tre anni sarebbe diventata pari alla Takigawa. La ragazza accetta, e terminata la scuola media e superati gli esami d'ammissione, si iscrive alla scuola superiore Seirin con Nami, ed entrambe entrano nella squadra di pallavolo allenata da Mitamura.
Superati gli attriti con le titolari e la manager del club, Mila e Nami diventano le prime due riserve della squadra del Seirin, sebbene l'ascesa dell'Hazuki continui a risultare malvista alla sua senpai Matsuo, che una sera cerca di procurare a Mila un incidente per impedirle di giocare, ma in cui rimane coinvolta la titolare Mishiro, che a differenza delle altre si era sempre dimostrata amichevole con Nami e Mila, che si danneggia la caviglia prima della partita contro il liceo Mineoka. Grazie all'aiuto di Nami, il Seirin riesce a vincere la partita, a cui assiste anche Kaori che comunica a Mila e Nami che se la loro scuola continuerà a vincere, ci saranno buone probabilità che in autunno loro due possano essere scelte per il "meeting del Pacifico" (campionato in cui le nazionali di pallavolo asiatiche tra cui il Giappone si contenderanno il titolo del Pacifico) con lei, in rappresentanza del Giappone. Prospettiva che spinge le due ragazze ad impegnarsi ancora di più in durissimi allenamenti, in tal modo fanno vincere alla squadra tutte le partite, sino a giungere alla finale, una partita molto combattuta, nella quale grazie alle schiacciate di Mila il Seirin vince l'Inter-High (il campionato nazionale di pallavolo delle scuole superiori). Al termine della cerimonia di premiazione del campionato nazionale, vengono annunciate le convocazioni per il "meeting del Pacifico" che si terrà in Australia, Mila e Nami vengono così convocate (entrando come riserve) nella nazionale femminile Giapponese di pallavolo, insieme a Kaori e alla loro senpai Mishiro.

## Accoglienza
Mila è stata accolta positivamente in Italia. Lorenza Negri di Wired ha considerato Mila uno dei "personaggi femminili più motivazionali". L'ha definita un "buffo clown" dagli occhi azzurri che però riesce a focalizzarsi quando necessario, apprezzando anche la sua autoironia. Laura de Rosa di greenMe ha elogiato il personaggio e i messaggi che ha dato al pubblico, come la sua "determinazione" e il "lavoro di squadra". Emilia Cinzia Perri di Shojo Manga Outline ha apprezzato di più la versione del manga di Mila, sostenendo che è stata resa più "umana e simpatica" rispetto all'anime. Ha apprezzato inoltre il suo sviluppo e di come impari a essere paziente.